# Greve geral portuguesa de 1934
A Greve Geral de 1934, também referida como Revolta de 18 de janeiro de 1934 ou Greve Geral Revolucionária de 18 de janeiro de 1934, teve lugar a 18 de janeiro de 1934 em todo o território de Portugal, embora de forma mal coordenada. Gerada em oposição ao decreto-lei implementado pelo Estado Novo, o qual proibia ou limitava a actividade de todos os sindicatos no país, várias associações comunistas, socialistas, anarquistas e sindicalistas realizaram, em cooperação, várias greves e manifestações em Lisboa, Porto, Coimbra, Braga, Leiria, Almada, Anadia, Setúbal, Silves e Sines, assim como em muitas outras localidades do país, sendo realizados atos de sabotagem e de violência. A greve teve um forte impacto na vila vidreira da Marinha Grande, razão pela qual o evento é também referido pela população local como a Revolta da Marinha Grande.

## Decreto-lei nº 23050 de 1933
A 25 de setembro de 1933 foi publicado o Decreto-lei nº 23050, emitido pelo governo autoritário do Estado Novo, liderado por António de Oliveira Salazar, que visava tornar ilegais todas as negociações coletivas, movimentos sindicalistas e ações de greve que não fizessem parte dos sindicatos nacionais corporativos, afetos ao regime salazarista. Segundo a nova lei, sob a alçada do então recém-criado Instituto Nacional do Trabalho e Previdência, o estado português tomaria todas as decisões de aprovação ou demissão sobre as direções eleitas, podendo dissolver administrativamente os sindicatos ou as secções «que se desviassem dos seus fins» assim como nomear comissões administrativas para dirigir e fiscalizar a sua gestão.
Três meses após, a 31 de dezembro do mesmo ano, todos os sindicatos existentes no sector privado foram obrigados a alterar os seus estatutos para cumprir a nova lei, sendo então exigido que se enquadrassem na abordagem corporativista que o governo planeava implementar, a qual visava «alcançar a harmonia entre o sector privado e seus trabalhadores», enquanto todos os sindicatos do sector governamental foram simplesmente abolidos.
À época, dos 754 sindicatos que existiam no país apenas 57 mudaram os seus estatutos de forma a cumprirem com a nova lei. Os restantes começaram então a realizar reuniões e assembleias sindicais, com o apoio de grupos locais, para preparar uma greve nacional e reivindicar a revogação de toda a legislação anti-operária e anti-sindical, o restabelecimento do direito à greve e da liberdade de reunião e de imprensa, a implementação da jornada de trabalho de seis horas e de um salário mínimo de 30$00, assim como o apoio aos desempregados e a dissolução da polícia política, a PVDE. Sob o Comité de Unidade de Frente Única, também referido como Comité de Unidade de Frente Única Antifascista, a organização era composta pela Comissão Intersindical Comunista (CIS), a Confederação Geral do Trabalho (CGT), a Federação Socialista das Associações de Trabalhadores (FAO) e outras federações e associações de trabalhadores de diferentes áreas profissionais.

## Eventos a 18 de janeiro de 1934
Planeado para o dia 18 de janeiro de 1934, os protestos ocorreram um pouco por todo o país, resultando na proclamação pelo governo de um "estado de sítio", com o encerramento de estabelecimentos comerciais em várias localidades e a proibição de circulação na baixa lisboeta.
Embora muitos trabalhadores tenham aderido à greve, esta foi realizada de forma irregular, sendo aplicada em diferentes formatos e estilos pelos diferentes movimentos.
Na grande maioria dos casos, centenas de manifestantes foram imediatamente presos no dia 18 de janeiro, enquanto os que conseguiram escapar acabaram por eventualmente ser perseguidos e capturados, auxiliados pelas listas de presenças e faltas das fábricas, que continham os nomes dos trabalhadores que não tinham comparecido nos dias seguintes à greve.
Em geral, os historiadores concluíram que a CGT foi a mais radical na sua abordagem, convocando ações armadas, atentados bomba e atos de sabotagem, enquanto os outros sindicatos limitaram-se maioritariamente ao incentivo à greve e ao planeamento destas.

### Grande Lisboa e Vale do Tejo
Durante a madrugada do dia 18, em Lisboa, realizaram-se diversas manifestações pela cidade, pontuadas por alguns eventos mais violentos que depressa captaram a atenção das autoridades, comprometendo a greve geral no país. No bairro de Chelas, a esquadra da polícia foi ocupada pelos manifestantes, a Fábrica de Braço de Prata aderiu em peso à greve, cessando por completo as suas actividades, e no bairro do Poço do Bispo e em Xabregas, foi lançada uma bomba artesanal assim como cortada uma ferrovia na região portuária.

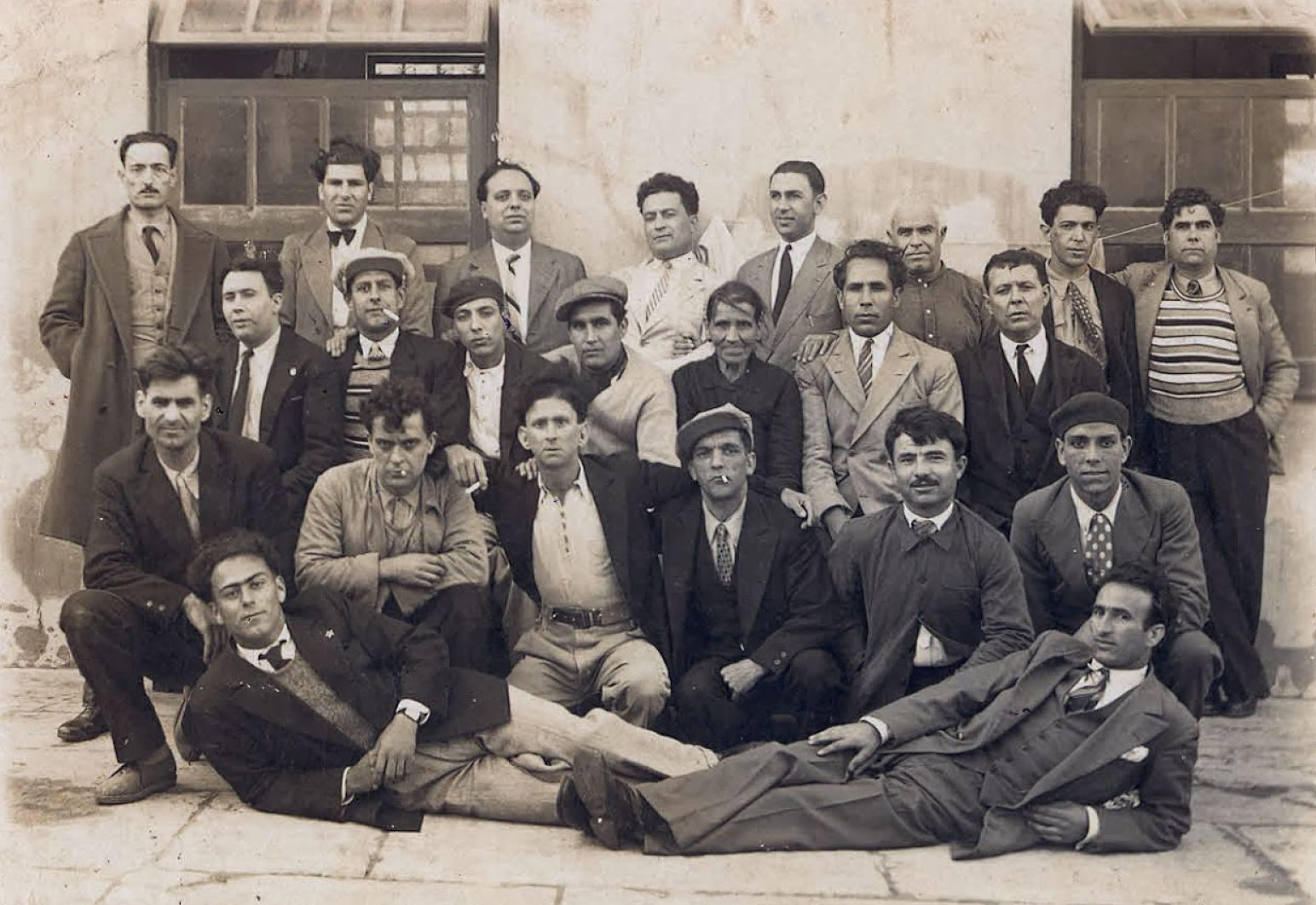
Militantes de Almada presos na Fortaleza de Peniche (Dia de Natal, 25 de dezembro de 1934, fotografia de autor anónimo, endereçada por José Bernardo a Joaquim Montes, falecido no Tarrafal em 1943)

Simultaneamente, em Almada, a maior parte da população aderiu à greve, com particular incidência na localidade da Cova da Piedade, onde muitos trabalhadores exerciam na indústria da cortiça e nos estaleiros navais, geridos maioritariamente por companhias estrangeiras. Unidos pela mesma motivação, para além de se manifestarem diante dos respectivos postos de trabalho, durante essa mesma madrugada cortaram as linhas telefónicas e sabotaram a rede de cabos submarinos da cidade.
Com o avançar da manhã, também no Barreiro, Seixal, Alfeite, junto à Base Naval de Lisboa, Cacilhas, Setúbal e em outras localidades próximas da capital, realizaram-se várias manifestações inicialmente sem incidentes até à chegada das autoridades, sendo reportado que em alguns casos a polícia carregou sobre os manifestantes a cavalo, provocando vários feridos. Em Oeiras, a Fábrica da Pólvora de Barcarena sofreu uma forte paralisação de trabalho, sendo posteriormente saqueada por vários grevistas aquando da chegada das autoridades, e na Póvoa de Santa Iria e Forte da Casa, município de Vila Franca de Xira, foi provocado o descarrilamento de um comboio, com a ajuda do militante comunista, sindicalista ferroviário e um dos primeiros opositores do Estado Novo a morrer sob tortura, Manuel Vieira Tomé (1887-1934).
Devido ao facto de as comunicações não estarem cortadas em Lisboa, as notícias de que a revolta não estava a ser bem sucedida na capital rapidamente começaram a circular, causando várias desistências e uma menor aderência do que seria previsto noutras localidades.

### Porto e Braga
No Norte de Portugal, apesar da greve ter se sentido menos que em outras localidades, os manifestantes geraram várias paralisações na linha férrea da cidade do Porto e alguns cortes na rede eléctrica de Braga.

### Coimbra
Horas antes de começarem a decorrer as ações grevistas na capital, em Coimbra, pelas 4 horas e meia da manhã, os manifestantes ocuparam a central eléctrica dos serviços municipalizados, onde fizeram explodir duas bombas que destruíram por completo os transformadores e os compressores da central eléctrica, deixando assim a cidade às escuras e sem energia durante dois dias. 

### Marinha Grande
Durante a madrugada desse dia, na Marinha Grande, centenas de operários, maioritariamente trabalhadores nas fábricas de vidro e quase todos simpatizantes ou militantes comunistas e socialistas, sob a coordenação de um núcleo da CIS, cortaram as estradas, as linhas telefónicas e o caminho-de-ferro, seguindo depois para o centro da vila onde atiraram explosivos contra a casa do empresário fabril, Emílio Galo, e ocuparam a estação dos correios e telégrafos, a Câmara Municipal e o posto da GNR, sem grande resistência. Com a rápida adesão da população, foi decretado o "Soviete", sendo desde então este evento apontado como o local onde a greve teve maior impacto. Contudo, devido à falta de armamento e recursos para se oporem e resistirem aos regimentos militares de artilharia, infantaria e o esquadrão de cavalaria que foram enviados de Leiria, após serem cercados e terem sofrido uma intensa troca de tiros, a greve terminou poucas horas depois com a prisão e a fuga de alguns dos revoltosos para o pinhal de Leiria, onde foram perseguidos a pé pelas forças militares e por aviões da força aérea que sobrevoaram a povoação em busca dos foragidos.

### Sines
Em Sines, vivendo os operários corticeiros da localidade já sob uma forte vigilância policial pelas suas ações sindicais prévias à greve convocada de 1934, foi utilizado um funeral como pretexto para o ajuntamento de cerca de 400 manifestantes, que obrigou a total paralisação de diversas empresas da região, contando com a presença de diversos artesãos, pedreiros, carpinteiros, pintores, pescadores, comerciantes, trabalhadores rurais e operários das várias fábricas de conservas de peixe para além dos da indústria da cortiça na concentração realizada na Praça Tomás Ribeiro. Entre os organizadores do protesto encontravam-se os anarco-sindicalistas e membros da Comissão de Luta (CL) Manuel Estola ou Estolano, operário da construção civil e pedreiro, Francisco Garcia, sapateiro, Pedro Chapa, descarregador de mar e terra, Tomás Gazil, barbeiro, Emílio Ferreira, padeiro, e os comunistas António Botelho, José Lázaro e Francisco Beja. Sem incidentes, a greve durou todo o dia de forma pacífica, terminando apenas de noite quando chegaram notícias de Lisboa, dando conta da repressão policial e das centenas de detenções realizadas durante o dia. Temendo represálias, muitos dos manifestantes recorreram à clandestinidade, acabando contudo por ser presos dias mais tarde.

### Portalegre
Mobilizados por Carlos Faneco, socialista da Federação das Associações Operárias, os trabalhadores socialistas e anarco-sindicalistas de Portalegre, Campo Maior e Elvas aderiram à greve nacional durante a madrugada do dia 18 de janeiro de 1934, realizando cortes nas linhas telefónicas da região e provocando a obstrução de várias estradas entre Vila Boim e Terrugem, através da colocação de troncos de árvores. Pelos seus atos, pelo menos seis manifestantes foram presos ainda no mesmo dia, sendo posteriormente enviados para Lisboa, onde foram julgados e sentenciados a cumprir penas de prisão e degredo em Angra do Heroísmo e no Forte de Peniche.

### Silves

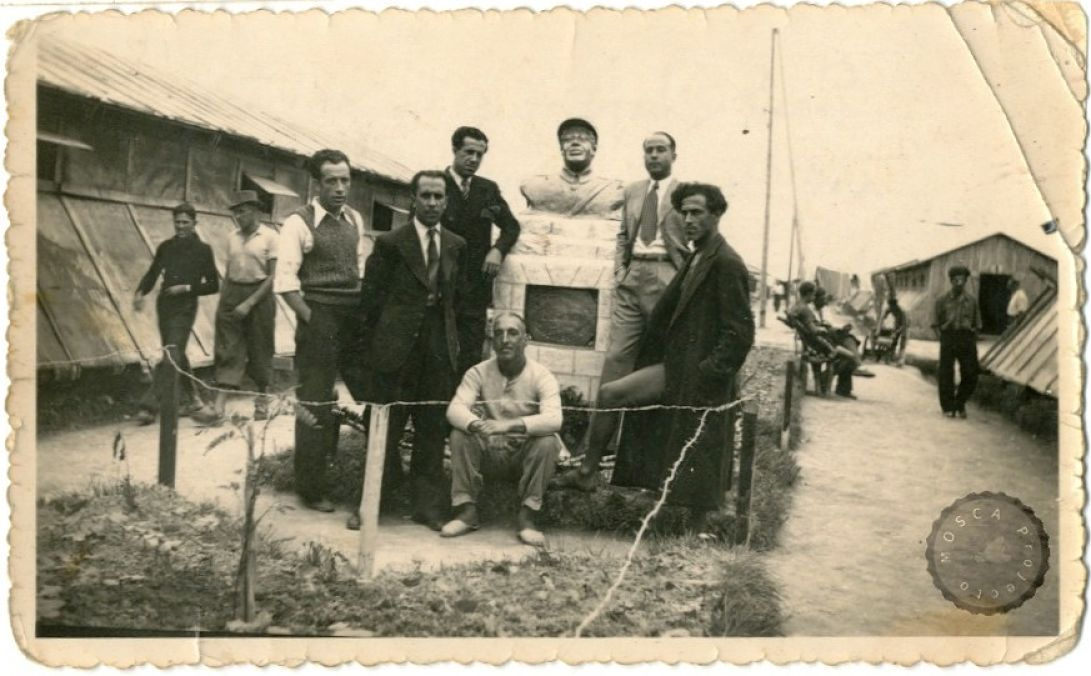
Militantes da Confederação Geral do Trabalho presos na Fortaleza de Peniche (1934-1935)

Em Silves, os manifestantes apoiados pela CGT cortaram as comunicações telefónicas e telegráficas da cidade, contudo foram apenas parcialmente bem sucedidos, sendo estas pouco depois repostas. Devido ao atraso do comboio das 7 horas da manhã, os grevistas silvenses que se encontravam na estação acreditaram que os trabalhadores ferroviários também tinham aderido à iniciativa sindical, sentindo-se assim encorajados para prosseguir com a sua marcha até às fábricas, onde conseguiram o apoio de quase todos os trabalhadores, partindo depois até ao centro da cidade. Com a chegada do comboio à estação pouco depois e com a forte presença da cavalaria e infantaria da GNR à sua espera no centro, os manifestantes aperceberam-se que as restantes manifestações no país não decorriam como esperavam, sendo depois de alguns confrontos violentos com as autoridades, presos e julgados por insubordinação e incentivo à desordem e violência. 

### Portimão
Simultaneamente, em Portimão, os manifestantes unidos pelo Comité Revolucionário e a União de Sindicatos, compreendida entre os vários sindicatos operários locais da indústria de conservas, construção civil, calçado, carpinteiros navais, chaffeurs marítimos, estivadores, fragateiros, o Sindicato Único Metalúrgico e a Associação de Classe dos Operários Corticeiros, reuniram-se no Largo do Coreto, onde reivindicaram os seus direitos e se manifestaram contra o encerramento dos vários movimentos sindicais a que estavam associados. Rapidamente cercados pela GNR, a manifestação que decorria até aí de forma pacífica foi ferozmente reprimida, terminando com agressões e bastonadas, para além de ainda terem sido realizadas investidas a cavalo sobre os grevistas e transeuntes que caiam feridos ou eram levados presos.

## Serviços Secretos, Discórdias Partidárias e Fracasso
Os locais onde os grevistas estiveram mais ativos foram, na maioria dos casos, imediatamente controlados pela polícia, o exército, a Guarda Nacional Republicana (GNR), a polícia militar e ainda a gendarmaria, tornando-se evidente que os serviços secretos já estavam cientes dos movimentos dos sindicalistas e dos seus preparativos para a greve geral, assim como da data em que esta seria realizada, tendo sido, dias antes ou ainda na véspera do evento, realizadas rusgas policiais em Olhão e Setúbal, onde se construíam bombas artesanais e se distribuía propaganda sobre a greve, e detidos alguns dos principais dirigentes sindicais, tais como Mário Castelhano, líder da CGT, Acácio Tomás de Aquino, Carlos Vilhena.

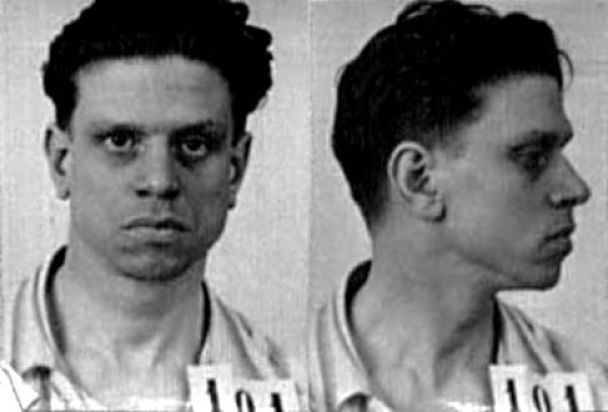
Mário Castelhano (1896-1940), dirigente anarco-sindicalista

Durante a noite do dia 17 e a madrugada do dia 18, António de Oliveira Salazar, que já tinha conhecimento da possível revolta popular, deixou a sua residência oficial e ordenou que todos os edifícios governamentais ou de maior importância da capital fossem ocupados, como medida de prevenção, pelo exército português. Simultaneamente, começaram a surgir rumores que davam conta de que para além da greve geral agendada para aquele dia, estaria também em curso uma insurreição militar, organizada por um comité revolucionário político, liderado pelo major do exército português, piloto aviador e conhecido opositor do regime ditatorial, Sarmento Beires, que no entanto nunca se mobilizou. Devido à divulgação da informação sobre os estranhos movimentos do militares e um possível golpe de estado, na madrugada do dia 18, o apoio à greve acabou por sofrer um decréscimo na sua participação, gerado pelo receio e ameaça de serem presos todos os seus participantes.

Bento António Gonçalves (1902-1942), líder do Partido Comunista Português

Posteriormente, encorajados a publicar sem censura nos periódicos da época, as manifestações e ataques realizados no dia 18 de janeiro de 1934 foram densamente noticiados e condenados pela opinião pública, sobretudo por aqueles que apoiavam o Estado Novo, aproveitando a ocasião para os classificar como atos selváticos e de terrorismo interno, assim criando uma onda popular de apoio e incentivo para que fossem criadas novas formas de repressão sobre os movimentos sindicais e partidários.
As causas do fracasso da greve continuam ainda a ser objeto de debate, sendo no entanto muitas vezes referidas e apontadas como principais fatores para o fracasso da revolta, os desentendimentos e falta de comunicação entre as várias federações que organizaram o evento, sendo ainda referido que durante esse mesmo período alguns apoiantes anarco-sindicalistas da CGT haviam acusado o Partido Comunista Português (PCP) de ter tomado parte de uma conspiração para alertar a polícia política, sendo ainda apontado o então líder do partido, Bento António Gonçalves, como o principal responsável pelo plano para tentar travar a greve e assim livrar-se dos anarquistas. Criado um clima de desconfiança entre as diferentes facções, gerado pela falta de entendimento entre o CGT e a CIS, e com várias recriminações entre todas as partes ao longo dos anos, especula-se hoje em dia que os rumores de uma traição haviam sido criados por fontes próximas do governo com o intuito de fragilizar e tentar dissolver os movimentos de oposição ao regime do Estado Novo.

## Consequências
Imediatamente após a greve geral, o governo português culpabilizou os eventos mais violentos decorridos no dia 18 de janeiro de 1934 aos sindicatos apoiados pelo Partido Comunista Português, desmantelando de seguida os movimentos de trabalhadores comunistas pela Polícia de Vigilância e Defesa do Estado (PVDE).

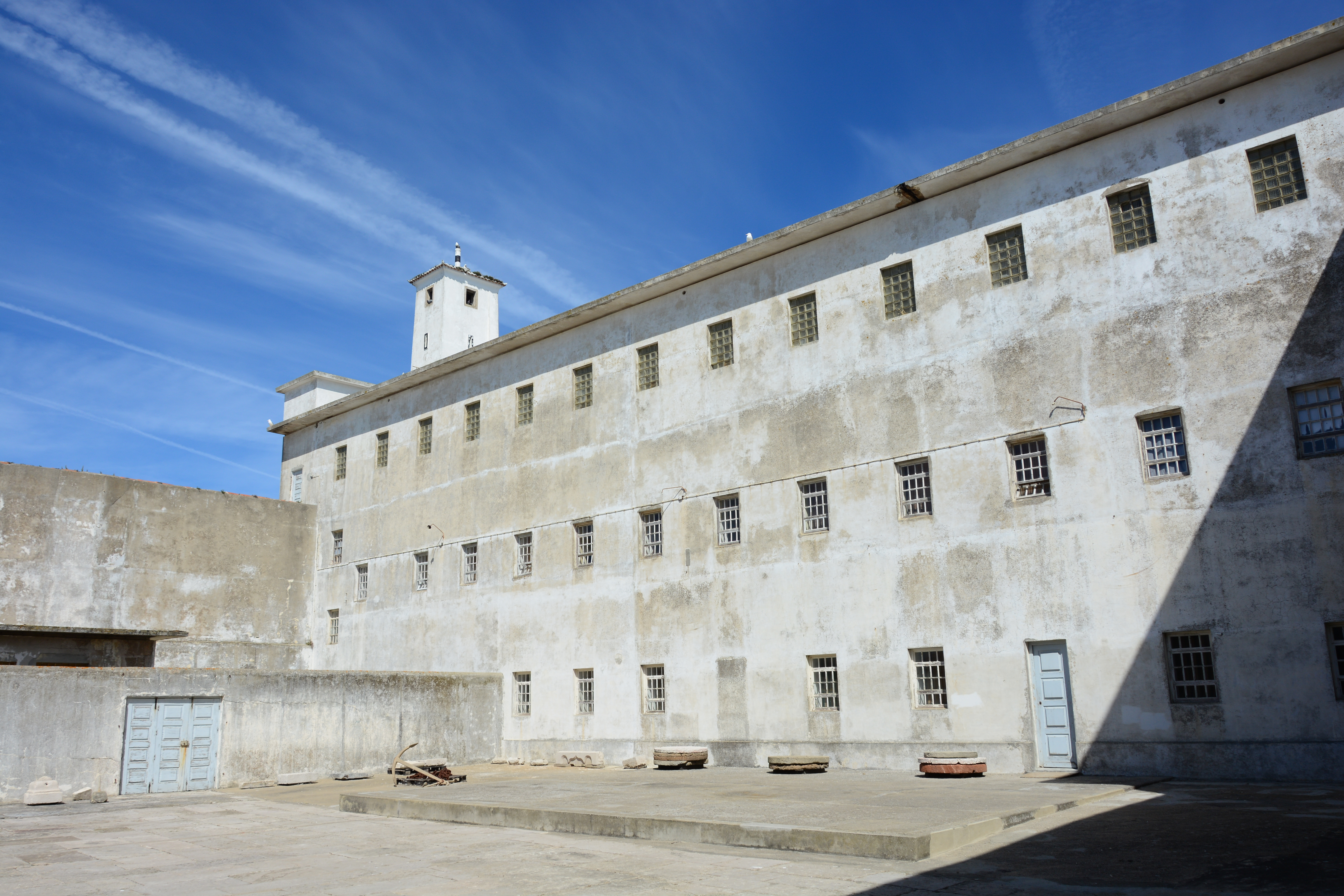
Pátio da cisterna, bloco e torre de vigia da Praça-Forte de Peniche, Portugal

A 19 de janeiro, António de Oliveira Salazar propôs ao Conselho de Ministros várias medidas repressivas contra os manifestantes. Classificando os grevistas como participantes de uma tentativa de golpe contra o estado, tanto os dirigentes quanto os apoiantes detidos foram submetidos a julgamento por um tribunal especial, sendo também decidida, pela mesma ocasião, a criação de campos de prisioneiros em várias colónias portuguesas e a transformação de dois fortes em Portugal, nomeadamente os de Peniche e de Caxias, em prisões políticas. No total, houve 696 presos, sendo contabilizados 227 da região de Lisboa e 122 da Marinha Grande.

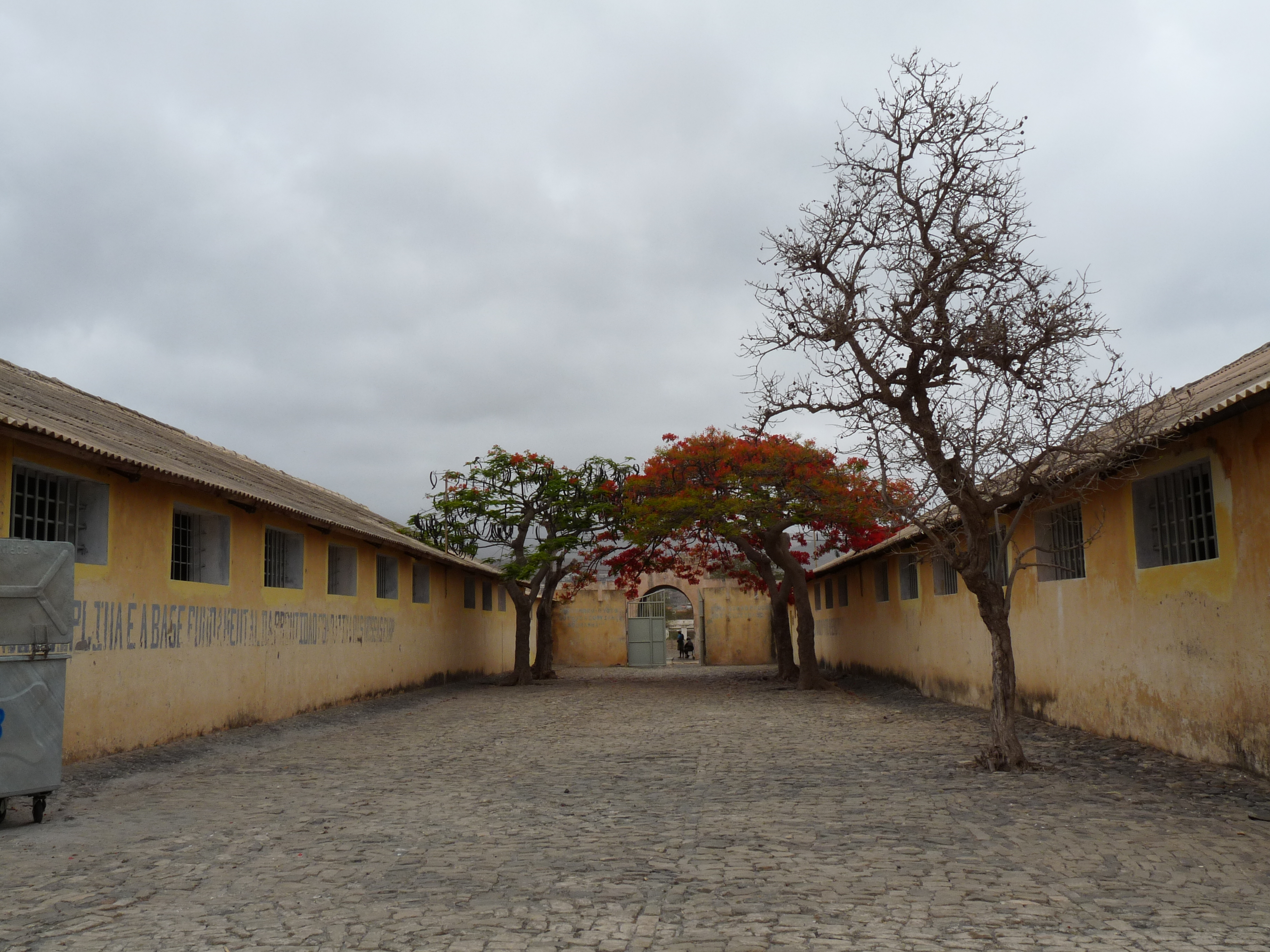
Campo de Concentração do Tarrafal, Ilha de Santiago, Cabo Verde

Após a sentença ser lida, centenas de prisioneiros foram enviados para prisões nas regiões autónomas portuguesas dos Açores e da Madeira enquanto outros foram encaminhados para um campo de prisioneiros na margem norte do rio Cunene, no sul de Angola, sendo posteriormente transferidos em 1936 para o notório Campo de Concentração do Tarrafal, também conhecido como Campo da Morte Lenta, situado na Ilha de Santiago, em Cabo Verde. Um terço dos reclusos no Tarrafal tinha participado na greve realizada na Marinha Grande. Cerca de 32 prisioneiros faleceram no campo de concentração, devido a maus-tratos, tortura e várias doenças causadas pelas difíceis condições da prisão, tais como Pedro Matos Filipe, Augusto Costa, Arnaldo Simões Januário, Casimiro Ferreira, Ernesto José Ribeiro, Joaquim Montes, Mário Castelhano, Bento Gonçalves, Manuel Augusto da Costa e António Guerra. Para os menores de 18 anos envolvidos nas manifestações foi-lhes ordenado o regime de internamento em reformatórios, colónias correcionais, como a de Elvas, e colónias militares, onde eram obrigados a cumprir o serviço militar obrigatório após a respectiva pena, enquanto os funcionários e militares que se juntaram aos sindicalistas foram demitidos dos seus cargos, passando a ser considerados personas non gratas.
Dois anos após o incidente e apelando à população que condenou a greve geral, o Estado Novo redobrou a censura da imprensa, estendendo-se ao teatro, rádio, cinema e à literatura, e criou uma organização paramilitar, subordinada ao Ministério do Interior, com a missão de «defender o património nacional e combater a ameaça comunista e o anarquismo», denominada de Legião Portuguesa. Fruto da repressão, centenas de escritores, jornalistas, políticos e ativistas antifascistas entraram para a clandestinidade ou partiram para o exílio, tais como Ludgero Pinto Basto, Jaime Brasil, José Rodrigues Miguéis, Francisco Lyon de Castro, Pires Jorge e Manuel Guedes, entre muitos outros.

## Homenagens e Memoriais

Manifestação em Lisboa (1978) aquando da trasladação dos corpos dos presos políticos que faleceram no campo de concentração do Tarrafal

A 18 de fevereiro de 1978, quase quatro anos após a Revolução de 25 de Abril, os corpos dos presos políticos falecidos no Campo de Concentração do Tarrafal foram transladados para Portugal. Pela mesma ocasião foi realizada uma manifestação pacífica que condenava os atos do Estado Novo, contando com milhares de pessoas, acompanhadas com várias faixas que diziam “Tarrafal Nunca Mais” e “Fascismo Nunca Mais”, que percorreram a cidade de Lisboa sob uma chuva forte até ao Cemitério do Alto de São João. Homenageando aqueles que lutaram contra o regime, no mesmo cemitério foi construído um Mausoléu Memorial, também referido como Mausoléu dos Tarrafalistas, onde estão inscritos os nomes das 32 vítimas mortais e a frase “Aos que na longa noite do fascismo foram portadores da liberdade e pela liberdade morreram no Campo de Concentração do Tarrafal”.

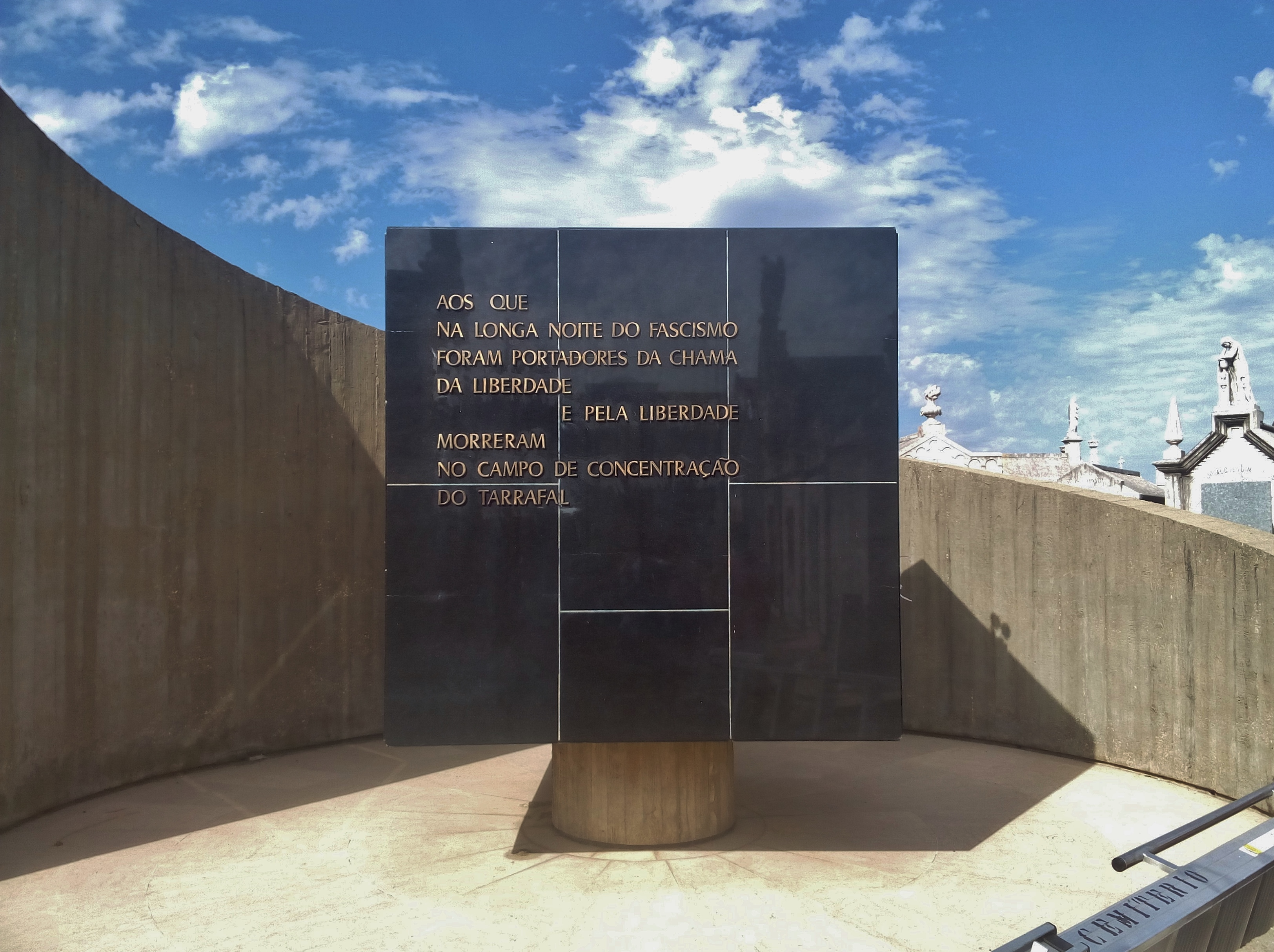
Mausoléu dos Tarrafalistas, Cemitério do Alto de São João, Lisboa, Portugal

Desde 1974, o dia da greve de 1934 é celebrado anualmente na Marinha Grande em grande pompa e circunstância, decorrendo várias sessões de homenagens, colóquios, palestras, desfiles, atuações musicais e teatrais, salvas de morteiros, fogos de artifício e romarias aos túmulos dos opositores antifascistas falecidos. Em algumas empresas e fábricas locais, apesar da data não ser um feriado oficial, o dia é dado aos seus trabalhadores, exceto para aqueles que exercem funções contínuas, como os da indústria do vidro, que por trabalharem nesse mesmo dia recebem o dobro do valor estabelecido por cada hora de trabalho.
Em 1989 foi desvelado o memorial Monumento à Revolta de 18 de Janeiro de 1934, em bronze e pedra, realizado pelo escultor modernista Joaquim Correia (1920-2013), na Marinha Grande, em homenagem aos grevistas que foram aprisionados ou faleceram nas prisões e campos de prisioneiros políticos após os eventos de 1934.
Em 2008 foi inaugurada a Casa-Museu 18 de Janeiro de 1934 numa antiga e recuperada casa operária na Marinha Grande, com o objetivo de preservar a memória coletiva da participação dos marinhenses na revolta grevista de 18 de janeiro de 1934.
Na toponímia local, a data da revolta ou greve geral foi utilizada como nome de baptismo para algumas ruas e largos de várias localidades do país, nomeadamente na Marinha Grande, São Bartolomeu de Messines (Silves), Carcavelos (Cascais), Santa Iria de Azoia (Loures) e Alfena (Valongo).

## Representação na Cultura Popular

### Literatura
- Sindicatos contra Salazar (2000), obra de investigação histórica da autoria de Fátima Patriarca
- Um momento de viragem – do 18 de Janeiro de 1934 ao hastear da Bandeira Vermelha em 1935 (2005), obra de investigação histórica da autoria de Vanessa de Almeida

### Teatro
- 18 de Janeiro de 1934 (1971), peça teatral encenada pela primeira vez no centro de apoio ao bairro de lata de Nanterre, na periferia de Paris, criada em ação coletiva por vários emigrantes e exilados portugueses a viver em França, todos membros do Teatro Operário de Paris. Anos mais tarde, a peça voltou aos palcos no Teatro Universitário do Porto (1974) e através das interpretações das companhias do Grupo de Teatro do Formigueiro de Águas Santas (1974), Grupo de Teatro do Chão Duro da Moita (1975), Grupo de Teatro dos CTT em Lisboa (1975), Grupo de Teatro do Pendão em Queluz (1975) e do Grupo Coral e Cénico de Santo Amaro de Lisboa (1976).[34]
- A Soprar Se Vai Ao Longe (1993), peça teatral encenada por Norberto Barroca e interpretada pelo Grupo de Teatro do Sport Operário Marinhense, sobre a história da localidade da Marinha Grande, pontuando no tempo a ação dos irmãos Guilherme Stephens e João Diogo Stephens, a implementação da indústria do vidro no município, a revolta do 18 de janeiro de 1934, os anos ditatoriais do Estado Novo e a revolução de 1974.[35]